# Хизриев, Зелимхан Русланович
Зелимхан Русланович Хизриев (род. 12 сентября 1995, Чечня) — российский борец вольного стиля, бронзовый призёр чемпионатов России, бронзовый призёр первенства Европы среди юниоров, обладатель Кубка мира (в команде), член сборной команды России по борьбе, победитель и призёр всероссийских и международных турниров, мастер спорта России.

## Карьера
Чеченец. Родился в Чечне. Впоследствии из-за войны в Чечне семья переехала в Санкт-Петербург. Выступает в весовой категории до 125 кг.
Старший брат Анзор Хизриев — борец вольного стиля, чемпион и призёр чемпионатов России, призёр чемпионата Европы и Кубка мира, победитель Европейских игр 2019 года в Минске.
В 2016 году во втором туре международного турнира «Helsinki open» Зелимхан должен бороться со старшим братом, но последний не вышел на ковёр. Выиграв остальные схватки Зелимхан стал победителем турнира.
На чемпионате России 2021 года в Улан-Удэ Зелимхан должен был встретиться со своим старшим братом в схватке за бронзовую медаль. Зелимхан не явился на схватку, уступив медаль своему брату, объяснив впоследствии, что сделал это «по закону гор».
Участник чемпионата мира 2021 года в городе Осло.
В 2025 году в нейтральном статусе принял участие в чемпионате Европы, который состоялся в Братиславе. В весовой категории до 125 кг в четвертьфинале уступил Денису Хроменкову представляющему Беларусь.
Младший брат Хамзат Хизриев также занимается вольной борьбой. Любовь к борьбе привил братьям их отец, который сам был борцом.

## Спортивные результаты
- «Helsinki open» — [6];
- Мемориал Вацлава Циолковского 2017 года — ;
- Абсолютный чемпионат России по борьбе 2017 года — ;
- Мемориал Али Алиева 2018 года — ;
- Гран-При Иван Ярыгин 2019 года — ;
- Турнир памяти Дмитрия Коркина 2019 года — ;
- Чемпионат России по вольной борьбе 2019 года — ;
- Гран-При Иван Ярыгин 2021 года — ;
- Гран-При Иван Ярыгин 2024 года — .